# Прича о стварима
„Прича о стварима“ (енгл. The Story of Stuff) је амерички документарни филм који описује како изгледа и чему води масовна производња и експлоатација природних добара. Указује на еколошка ограничења одлагања отпада и уништавање природне средине и упућује на могуће начине рјешавања проблема.
Водитељка овог филма, први пут објављеног 4. децембра 2007, је Ени Леонард, дипломац колеџа Бернард и универзитета Корнел на градском и регионалном планирању. Спонзори филма су били задужбина „Тајдс“ и Радна група за одрживу производњу и потрошњу (енгл. The Funders Workgroup for Sustainable Production and Consumption), а произведен је у студију „Фри рејнџ студиос“ (енгл. Free Range Studios).
На званичном сајту се тврди да је филм гледало преко 4 милиона гледалаца. Ралф Нејдер је овај филм назвао „моделом јасноће и мотивације“.

## Радња
Овај 20-минутни документарац представља критички осврт на потрошачко друштво. Излаже „повезаност великог броја социјалних и друштвених проблема, и позива нас да заједно створимо одрживији и праведнији свијет“. Подијељен је на седам дијелова: увод, екстракција, производња, дистрибуција, потрошња, бацање отпада и начини рјешавања.
Филм описује „економију материјала“, систем који се састоји од кориштења природних сировина, производње, дистрибуције, потрошње и бацања отпада. Систем подржавају људи, владе држава и корпорације.
Неки од статистичких података који се наводе у филму су сљедећи:
- „Преко 50% новца од пореза у САД одлази на војску“
- „Од 100 највећих привреда на свијету у овом тренутку, 51 су корпорације“.
- „Људи у САД представљају 5% свјетског становништва, али троше 30% свјетских ресурса и стварају 30% свјетског отпада“.
- „80% првобитних шума на Земљи више не постоји“.
- „Само у Амазонији, нестаје 2000 стабала по минути“.
- „Према свакој особи у САД се сваког дана усмјерава преко 3000 реклама“.
- „Свако домаћинство у САД дневно произведе око 2 килограма отпада.“
- Диоксин је најјачи познати отров који је човјек икад произвео, а инцинератори су главни извор диоксина“.

Такође се цитира Виктор Лебоу из 1955. године:
Наша изузетно продуктивна економија захтијева да учинимо потрошњу начином живота, да куповину и употребу добара претворимо у ритуале, да тражимо духовно задовољство, задовољење ега, у потрошњи. Треба нам да се ствари троше, пале, замјењују и бацају никад већим темпом“